# Pierre Février
Pierre Février (1696–1760) fue un compositor francés de música barroca, organista y clavecinista, así como profesor. Entre sus muchos alumnos destaca Claude Balbastre.
Février vivió en París y fue organista titular de dos iglesias en la calle Saint-Honoré: la iglesia del Convento de los Jacobinos y la de San Roque.

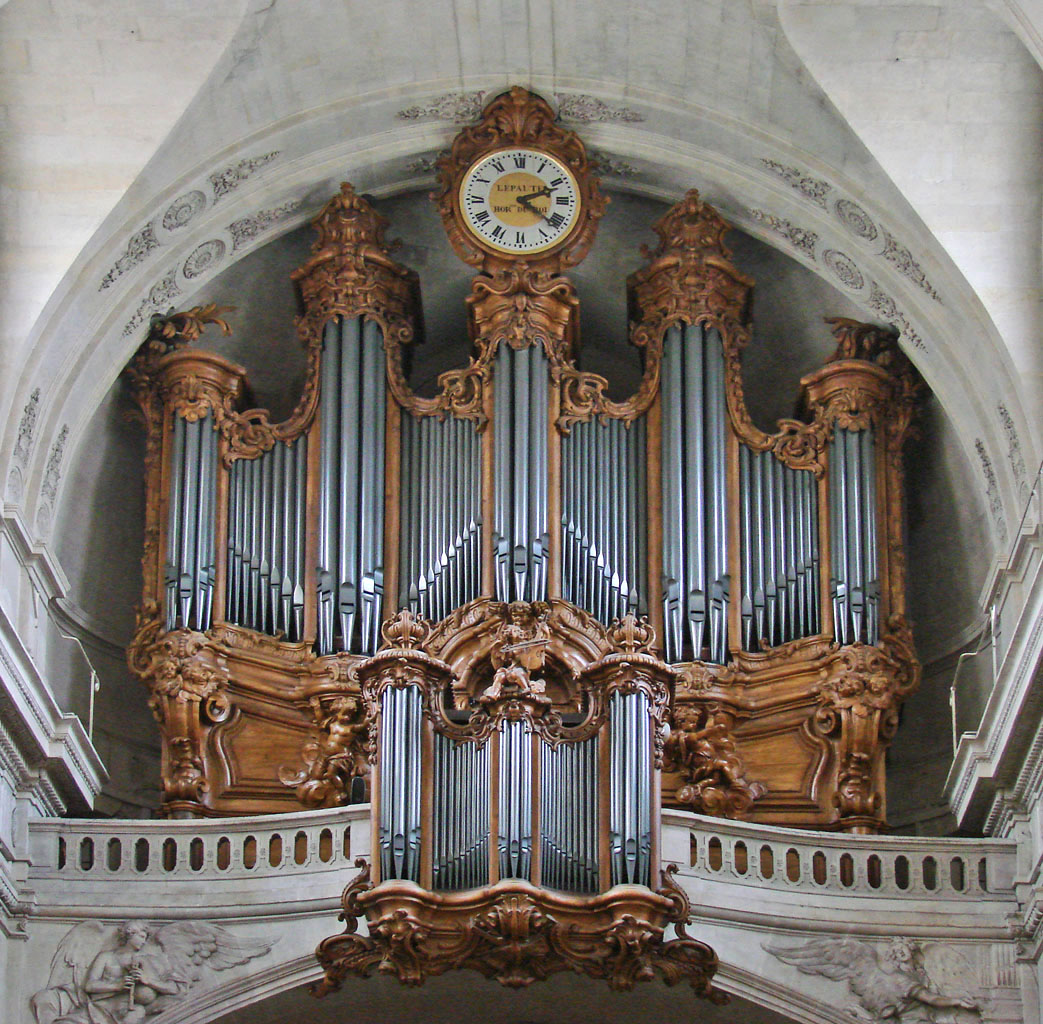
Órgano de la Iglesia de San Roque.

## Obra
Compuso dos volúmenes de piezas de clavecín. La primera fecha de 1734 y contiene cinco suites:

### Suiteenla mayor
- Allemande la Magnanime[3]
- Le Concert des Dieux - Double du concert
- Le Délectable
- Le Berceau (La Nana)
- La Boufonne ou la Paysanne

### Suite enre menor
- Fuga[4]
- Courante
- Les Plaisirs de Sens[5]
- Le Labyrinthe
- Ariette et doubles (Arieta y dobles);[6][7][8] esa arieta es un rondó.

### Suite ensi menor
- Fuga
- L'Intrépide
- La Grotesque

### Suite enre mayor
- Gavotte et doubles
- Le Brimborion (rondó)[9][10]
- Le Tendre Langage[11]
- Tambourin (Pandereta);[12] es un rondó.

### Suite (Festes de Campagne) endo mayor
- Entrée
- Musette
- 2 Menuets
- Le Gros Colas et la Grosse Jeanne[13]
- Les Petites Bergères[14]

El segundo volumen, compuesto después de 1734 y antes de 1737, ha sido descubierto en la década de 1990 en una colección privada en Arenberg (Bélgica). Contiene dos suites de clavecín que siguen un patrón similar, de típica tradición francesa barroca tardía.